# Charly Klauser

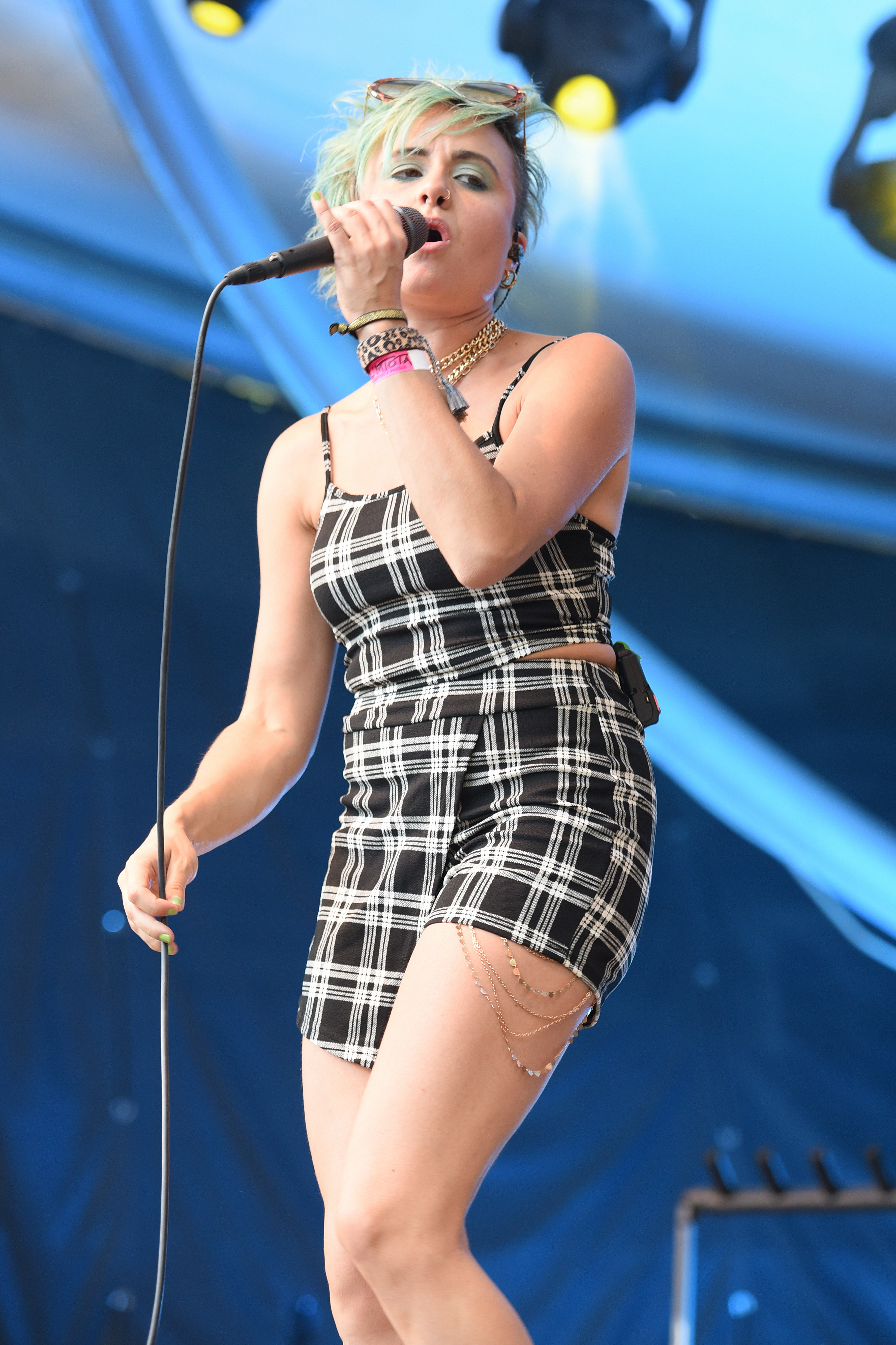
Charly Klauser (2025)

Charly Klauser (voller Name Charlotte Klauser; geb. 16. Juli 1990 in Bergisch Gladbach) ist eine deutsche Musikerin, Multiinstrumentalistin, Singer-Songwriterin und Produzentin. Neben ihrer Tätigkeit als Solo-Künstlerin ist sie in verschiedenen Formationen als Background-Sängerin, Instrumentalistin und auch Songwriterin tätig, u. a. bei Peter Maffay, Sasha und Carolin Kebekus.

## Leben
Charly Klauser stammt aus einer aus Kasachstan zugezogenen Musiker-Familie. Sie erhielt ab dem zweiten Lebensjahr Klavier- und Geigenunterricht und spielte im Alter von drei Jahren in einem Kinderorchester. Sie nahm mehrfach mit der Geige am Wettbewerb Jugend musiziert teil und erlangte 1999 den ersten Platz. Zeitgleich absolvierte sie mehrere Kompositionswettbewerbe mit Kompositionen für Klavier und Streichquartett. 
Im Jahr 2005 gründete sie das Jazz-Duo Cold Fusion sowie gemeinsam mit ihrer Schwester die All-Girl-Alternativ-Rockband The Black Sheep. Im Alter von 17 Jahren schloss sie einen Plattenvertrag für die Band beim Label Roadrunner Records und trat mit der Band als Support für In Extremo, Silbermond, Sunrise Avenue, Social Distortion und Life of Agony auf. Parallel dazu gewann sie mit Cold Fusion 2005 den WDR-Jazzpreis und produzierte im Studio des Deutschlandfunks ein Album.
Als Backgroundsängerin arbeitete sie für Sasha, Tim Bendzko und Peter Maffay. Ab 2012 wurde sie fester Bestandteil von Maffays Band,  begleitete dessen Tabaluga-Tournee als Sängerin, Tänzerin und Schauspielerin und tourt seitdem mit Maffay durch ganz Deutschland. 2019 schrieb sie für ihn die Single Für Immer Jung für das Album Jetzt!
2013 fungierte sie als Schlagzeugerin in der Show-Band der TV-Show von Carolin Kebekus auf Einsfestival. 2015 wurde sie als SchlagzeugerinTeil der Girls´N´Pussys, der Show-Band der Show PussyTerror TV, die erste und zweite Staffel mit Klauser am Schlagzeug wurden 2015 und 2016 im TV ausgestrahlt und auf DVD aufgenommen.
Im Fernsehen hatte Klauser Auftritte als Gastmusikerin für Natalia Kills bei Schlag den Raab (2011), bei Wetten dass, bei Markus Lanz und ECHO (2014), mit Nina Hagen und einem kurzen Akustik-Song auf dem Sofa der Ultimativen RTL-Chart-Show (2014) und beim Kölner Treff (2019). Als Schauspielerin hatte sie 2012 einen Gastauftritt bei der Kinder-Serie Schloss Einstein. In der ZDF-Serie Herzensbrecher trat sie 2013 mit The Black Sheep auf. 2014 nahm sie an der TV-Sendung Keep Your Light Shining teil.
2014 gründete sie zusammen mit Schlagzeuger und Tongestalter Simon Scheibel die Sound Design-Firma Ohrenkunst, die Aufträge für Bentley, Hyatt und Google übernahm, für Google mit einer Präsentation von vier interaktiven Spielen auf dem größten Bildschirm der Welt auf dem New Yorker Times Square mit Musik und Sounds von Ohrenkunst. Seit 2014 spielt sie auch in der Band Rockemarieche als Schlagzeugerin.
2016 gehörte sie mit Alyssa Drichel zur Neubesetzung des Coverprojekts Resaid, welches Hits bekannter Girl- und Boybands im akustischen Gewand auf ihrem Album Boys & Girls neu interpretierten.
Seit 2017 verfolgt Klauser außerdem ihr Soloprojekt. 2018 wurde die EP Complicated Life veröffentlicht, wobei sie in der Produktion sämtliche Funktionen als Sängerin, Multiinstrumentalistin, Komponistin und Produzentin übernahm.
2021 trat sie in der Rolle einer Talkshow-Moderatorin im Musikvideo zum Song "Kraft" der deutschsprachigen Punkband Die Ärzte auf.
2022 sang sie im Musikvideo der Kölner Musikgruppe AG Arsch Huh Alles verlore 2022.

## Arbeit als Songwriterin und Produzentin
- 2012/2013: Backing-Vocals für die Popstars-Staffel 2012, Vocals für Kinderlieder-Produktionen, Beats&Sounds für das Streichquartett „Eklips“
- 2014: Studioproduktion des 2. Albums „Politics“ von The Black Sheep
- 2015: Titelsong „Into the light“ für die Ritterspiele der Burg Satzvey für ihre neue Show „Drachenseelen“
- 2015: Sounddesign für die Game Of Thrones (HBO) Präsentation auf der Comic Convention in San Diego
- 2019: Songwriting „Für immer jung“ Song für das Peter Maffay Album „JETZT!“

## Preise
- 1999: 1. Platz bei Jugend musiziert im Fach Geige und 1. Platz bei Kompositionswettbewerben mit eigenen Kompositionen für Streichquartett und Klavier[3]
- 2005: 1. Platz des bundesweiten Wettbewerbs Jugend jazzt mit anschließender CD-Produktion in den Deutschlandfunk-Studios im Jahr 2005
- 2005: WDR-Jazzpreis mit dem Duo Cold Fusion[2]
- 2006: Silberner Bravo Otto als Deutschlands beste Schülerband 2006 mit The Black Sheep[3]

## Diskografie (Auswahl)

### Eigene Veröffentlichungen
- 2007: Cold Fusion – „Pathways“, Album-Veröffentlichung
- 2008: The Black Sheep – „Nobody Knows“ + „I’m Changing“, Offizieller Soundtrack zum deutschen Kinofilm „Lauf um dein Leben“
- 2009: The Black Sheep – „Not Part Of The Deal“, Album-Veröffentlichung
- 2009: The Black Sheep – „Bring Us Back“, Auf dem Sampler „Popstars Hits“
- 2012: The Black Sheep – „Fireless“, Offizieller Titeltrack zum deutschen Kinofilm „Kleine Morde“
- 2014: The Black Sheep – „Politics“, Album-Veröffentlichung
- 2016: Resaid – „Boys & Girls“, Album-Veröffentlichung mit Coversongs
- 2018: Charly Klauser – „Complicated Life“, EP
- 2018: Charly Klauser – „The Time“, Soundtrack zum deutschen Kinofilm „Servus Baby“
- 2022: Charly Klauser – „Mehr“, Album-Veröffentlichung

### In Zusammenarbeit mit anderen Künstlern
- 2012: Peter Maffay und Tabaluga – „Tabaluga und die Zeichen der Zeit“, Live-CD und DVD-Veröffentlichung (Sängerin und Schauspielerin)
- 2014: Peter Maffay – „Wenn das so ist“, Album (Sängerin)
- 2014: Rockemarieche – „Rockemarieche sin jeck“, Single (Schlagzeugerin, Backingvocals)
- 2015: Peter Maffay – „Tabaluga. Es lebe die Freundschaft!“ (Sängerin)
- 2017: Peter Maffay – „Tabaluga. Es lebe die Freundschaft!“, Live-CD und DVD-Veröffentlichung (Sängerin und Schauspielerin)
- 2017: Peter Maffay – „MTV Unplugged“, Live-CD und DVD-Veröffentlichung (Sängerin und Percussion)
- 2018: Roads&Shoes – „Left Unsaid“, (Co-Produzentin, Schlagzeugerin)
- 2019: Peter Maffay – „JETZT!“, Album (Komponistin von „Für immer jung“, Backingvocals)
- 2019: Rockemarieche – „Darf et jet schärfer sin“, Album (Schlagzeugerin, Backingvocals)